# Pam Ann
Pam Ann es el alter ego de la comediante australiana Caroline Reid. En sus actuaciones caracteriza a diversas auxiliares de vuelo, estereotipando el rol particular de la profesión. Sus interpretaciones son parodias del mundo de la aviación, en concreto sobre la profesión de auxiliar de vuelo, enfatizando las peculiaridades y caprichos de las mismas.
Es especialmente conocida en su país natal, Australia y en el Reino Unido, habiendo representado espectáculos de teatro y diversas apariciones en la televisión inglesa, aunque también ha sido invitada por canales audiovisuales estadounidenses.

## Personajes
Pam Ann da vida a varias auxiliares de vuelo de diversas aerolíneas.
| Rol                                | Aerolínea                      | Descripción                                                                                                |
| ---------------------------------- | ------------------------------ | --- |
| Pam                                | Pam Ann                        | Su papel principal.                                                                                        |
| Lily                               | Singapore Airlines             | Una auxiliar de vuelo china que sacrificaría a un pasajero por su bolso gucci                              |
| Valerie                            | American Airlines              | Auxiliar de vuelo anticuada de Tejas                                                                       |
| Vanity                             | Virgin Atlantic Airways        | Una seductora mujer, vestida de rojo que pide a los pasajeros llamen a su línea erótica                    |
| Mona                               | British Airways                | Una ruda y maleducada auxiliar de vuelo que no tiene interés por ningún pasajero e insulta constantemente. |
| Donna                              | EasyJet                        | Una ignorante y grosera mujer vestida de naranja                                                           |
| Vespa                              | Alitalia                       | Una alegre auxiliar de vuelo Italiana que saluda a los pasajeros - "Ciao! Belissimo!                       |
| Chantal Jemeladonne                | Air France                     | Una esnob y tendenciosa mujer que camina por el avión como si estuviese en una pasarela de moda.           |
| Marcia                             | Desconocida aerolínea Africana | Mujer vestida con ropas holgadas y estampados florales mientras canta Soul                                 |
| Heidi                              | Scandinavian Airlines System   | Una estereotipada mujer rubia Sueca que aparece desnuda.                                                   |
| Conchita Rosa María González Gómez | Iberia Airlines                | Una mujer Española que repite - Do you wanna Fanta? Fanta? Fanta?                                          |
| Helga                              | Lufthansa                      | Una auxiliar de vuelo dominante y descarada que da órdenes.                                                |
| Mujer Árabe                        | Emirates Airline               | Una mujer con chador que habla con sonidos extraños como si fuese árabe.                                   |
| Mujer India                        | Air India                      | Una auxiliar de vuelo con sari que ignora el timbre de llamada de pasajero.                                |
| Malaka Pustis                      | Olympic Airlines               | Una auxiliar de vuelo griega que fuma.                                                                     |
| Gloria                             | Qantas                         | Una mujer con el típico uniforme de Qantas                                                                 |
| Sarah                              | Virgin Blue                    | Una auxiliar de vuelo que ofrece a los pasajeros snacks salados de forma sensual.                          |